# Аддо, Эрик
Эрик Паппо Аддо (англ. Eric Pappoe Addo; 12 ноября 1978, Аккра, Гана) — ганский футболист, завершивший игровую карьеру, выступал на позициях полузащитника и защитника. Наиболее известен по выступлениям за «Брюгге» и ПСВ.
В составе национальной сборной Ганы сыграл 45 матчей.

## Клубная карьера
Родившись в городе Аккра, Эрик начинал свою европейскую карьеру в бельгийском клубе «Брюгге». В чемпионате Бельгии 17-летний полузащитник дебютировал 17 августа 1996 года в матче против «Синт-Трёйден», выйдя на замену вместо Станича. Первую половину сезона Аддо провёл на скамейке запасных, изредка выходя на замену, а после победы клуба в Суперкубке страны он стал чаще попадать в стартовый состав. В следующем сезоне Эрик выиграл с командой чемпионат и, помимо этого, удостоился звания лучшего молодого игрока чемпионата, а также стал лучшим африканским футболистом в Бельгии.
В составе «Брюгге» Аддо выступал на протяжении трёх сезонов, а летом 1999 года вслед за своим тренером Эриком Геретсом перешёл в нидерландский ПСВ. С клубом из Эйндховена он заключил пятилетний контракт. Из-за травмы Эрик пропустил начало сезона и дебютировал в команде только 23 октября в игре с «Твенте». В дебютном сезоне он сыграл только шесть матчей в чемпионате Нидерландов. В течение трёх лет многочисленные травмы футболиста не позволили ему заиграть за ПСВ в полную силу, поэтому в марте 2002 года он был отдан в аренду «Роде».

## Достижения
«Брюгге»
- Обладатель Суперкубка Бельгии: 1996, 1998
- Чемпион Бельгии: 1997/98

 ПСВ
- Обладатель Суперкубка Нидерландов: 2000, 2001, 2008
- Чемпион Нидерландов: 2000, 2001, 2005, 2006, 2007, 2008
- Обладатель Кубка Нидерландов: 2004/05